# Vittorio Ambrosio
Pour les articles homonymes, voir Ambrosio.
Vittorio Ambrosio (Turin, 1879 – 1959) est un général italien qui servit durant la guerre italo-turque, la Première et la Seconde Guerre mondiale. Durant ce dernier conflit, il joua un rôle dans la chute de Mussolini et le renoncement de l'Alliance avec l'Allemagne.

## Avant la Seconde Guerre mondiale
Vittorio Ambrosio commença sa carrière militaire en 1896 en intégrant l'école militaire de Modène ; au début du XXe siècle, il fut nommé officier de cavalerie. Durant la guerre Tripolitaine, qui dura jusqu'en 1912, il servit avec le rang de Tenente (Premier lieutenant) dans le régiment Cavaleggeri di Lucca. Pendant la Première Guerre mondiale, il servit comme officier de division et fut promu après la guerre comme Commandant de la Seconde armée, qui été placée à la frontière yougoslave en 1939.

## Pendant la Seconde Guerre mondiale
Ambrosio mena l'action des forces italiennes en Yougoslavie en 1941. En janvier 1942, il fut promu chef d'état-major puis plus tard, chef d'état-major des forces armées en février 1943.
Comme chef d'état-major, il planifia le retour des troupes italiennes d'Ukraine et des Balkans. En mai 1943, après les pertes désastreuses à Tunis et l'invasion de la Sicile par les Alliés, Ambrosio essaya de convaincre Mussolini de sortir l'Italie de la guerre et de se séparer de l'Allemagne. Quand Mussolini devint incapable de s'opposer à Hitler, Ambrosio contribua à ce qu'il soit démis. Après que Mussolini fut écarté du pouvoir en juillet, Ambrosio remplaça Ugo Cavallero et servit sous le gouvernement militaire de Pietro Badoglio comme chef du commandement suprême (Comando Supremo). En septembre, Ambrosio aida la négociation d'un armistice avec les Alliés. Les négociations durèrent plus longtemps qu'attendues et permirent aux Allemands d'occuper la plupart de l'Italie.
Ambrosio fut finalement rétrogradé comme inspecteur général de l'armée par Badoglio en novembre 1943 sur l'insistance des Alliés qui ne lui faisaient pas confiance.